# Kropywna (obwód chmielnicki)
Kropywna (ukr. Кропивна) – wieś na Ukrainie, w obwodzie chmielnickim, w rejonie zasławskim, nad Chomorą. W 2001 roku liczyła 325 mieszkańców.